# Arnsdorf (Penig)
Arnsdorf ist ein Ortsteil der Stadt Penig im Landkreis Mittelsachsen (Freistaat Sachsen). Gemeinsam mit seinem Ortsteil Amerika wurde Arnsdorf am 1. Januar 1994 nach Penig eingemeindet.

## Geografie
Arnsdorf liegt eingesenkt in einer Hochfläche zwischen Penig im Südwesten und Lunzenau im Nordosten. Der Ortsteil Amerika liegt südlich von Arnsdorf am Nordufer der Zwickauer Mulde.

## Geschichte
Arnsdorf, das „Dorf eines Arnhold“, wurde vermutlich im Zuge der deutschen bäuerlichen Kolonisation um 1180 von Rochsburg aus angelegt. Die erste urkundliche Erwähnung erfolgte in einem Dokument vom 11. November 1333, in der dem Pfarrer von Rochsburg der Erhalt von „Einem hof und sechs ruthen ackers zu Arnsdorff“ bestätigt wird. Der Ort gehörte in der Folgezeit zur Herrschaft Rochsburg, die im Jahr 1548 durch Kauf an das Haus Schönburg gekommen war, jedoch als „Schönburgische Landesherrschaft“ unter der Oberhoheit des albertinischen Kurfürstentums Sachsen stand. 1835 wurde Arnsdorf mit der Herrschaft Rochsburg der Verwaltung des königlich-sächsischen Amts Rochlitz unterstellt. 1836/37 eröffnete an der Zwickauer Mulde eine Woll- und Kammgarnspinnerei auf Arnsdofer Flur, die den Namen „Amerika“ erhielt.
Ab 1856 gehörte Arnsdorf zum Gerichtsamt Penig und ab 1875 zur Amtshauptmannschaft Rochlitz. 1876 eröffnete der Abschnitt Penig–Rochlitz der Muldentalbahn, an dem Amerika einen Bahnhof erhielt.
Mit der zweiten Kreisreform in der DDR kam Arnsdorf mit Amerika im Jahr 1952 zum Kreis Rochlitz im Bezirk Chemnitz (1953 in Bezirk Karl-Marx-Stadt umbenannt), der 1994 im Landkreis Mittweida aufging. Am 1. April 1994 wurde Arnsdorf mit Amerika nach Penig eingemeindet.

## Verkehr
Westlich von Arnsdorf befindet sich die Bundesautobahn 72 mit der Abfahrt „Penig“. Im Ortsteil Amerika an der Zwickauer Mulde hatte Arnsdorf einen Halt an der 2002 eingestellten Muldentalbahn. Westlich von Arnsdorf verlief die 1990 eingestellte Bahnstrecke Narsdorf–Penig ohne Halt.

## Persönlichkeiten
- Friedrich Eduard Bilz (1842–1922), Naturheilkundler, Schöpfer der Bilz-Brause, bekannt als Sinalco, geboren in Arnsdorf